# Marie Bigot
Marie Bigot de Morogues (Colmar, Alt Rin, 2 de març de 1786-París, 16 de setembre de 1820) fou una pianista i compositora francesa, filla del violinista Joseph Kiéné i la pianista Catherine Leyer.

## Biografia
A l'edat de 5 anys, es va mudar amb els seus pares a Neuchâtel, Suïssa, on la seva mare li va donar les primeres lliçons de piano.
El 1804, amb divuit anys, es casà amb Paul Bigot, el bibliotecari del comte Razumowsky i visqué a Viena, on conegué Haydn, Salieri i Beethoven.
El 20 de febrer de 1805 ella tocà davant Haydn, que digué: "Oh, estimada filla, no soc jo qui va escriure aquesta música, eres tu qui l'ha compost!".
En maig d'aquest mateix any, a l'Augarten de Viena, va interpretar la sonata Apassionata de Beethoven, animada pel mateix compositor.
S'establí definitivament a París l'any 1809 i allà coincidí amb Cherubini i Auber i altres músics francesos de l'època. Cramer, Dussek i Clementi apreciaren molt els seus dots com a pianista, amb un tocar refinat i delicat.
Cramer, tocant junt amb ella les sonates a 4 mans de Mozart, li digué: "Mai he sentit res semblant; fer música amb tu sempre serà per a mi una gran sort que no té preu".
El seu marit Paul va participar en la campanya de Napoleó a Rússia i el 1812 va ser empresonat durant quatre anys. Arran dels greus problemes econòmics, Marie es va dedicar a donar classes de piano per guanyar-se la vida i mantenir els seus fills.
El 1816, durant un temps breu, tingué entre els seus alumnes els joves Fèlix i Fanny Mendelssohn.
Marie Bigot va morir el 16 de setembre de 1820 a París d'una malaltia pulmonar, probablement d'una tuberculosi.

## Relació amb Beethoven
Beethoven va tenir bastant relació amb Marie Bigot, cosa que es pot comprovar a les cartes publicades de Beethoven:
"L'objectiu era mostrar-te quant m'atrau tot allò relacionat amb tu; de manera que no desitge res més que poder viure sempre amb tu; i aquesta és la veritat".
En un escrit de Paul Bigot, anys després de la mort de Marie, trobem la següent història sobre la Sonata Appassionata:
"Mentre viatjava, ell (Beethoven) va quedar sorprès per una tempesta i pluja torrencial que va amarar la seva bossa de viatge, on tenia la nova sonata en fa menor. En arribar a Viena, ens va visitar i a rialles va mostrar els fulls encara completament mullats a la meva dona, que va fer-los un cop d'ull més de prop. Inspirada en aquest sorprenent començament, va anar al piano i va començar a tocar la composició. Beethoven no s'esperava això i es va sorprendre de veure com la senyora Bigot no va baixar el tempo ni un moment tot i les nombroses ratllades i modificacions que ell havia fet. Era l'original que portava a la seva editorial. Quan Madame Bigot va acabar de tocar, li va demanar que li'l donés com a regal. Beethoven va acceptar i li'l tornà fidelment una vegada que s'havia editat".

## Repertori
Marie Bigot es va centrar principalment en obres de Johann Sebastian Bach, així com en el treball de piano i música de cambra de l'Escola de Viena, en particular les composicions de piano de Beethoven.

## Composicions
En les seues obres combina dos pols oposats: la gràcia francesa i la severitat alemanya.
La seva Sonata de piano op. 1 es va publicar a Viena. La sonata està dedicada a la reina Luise de Prússia, probablement a causa del treball diplomàtic del seu marit a la cort prussiana. La seva Op. 2 és un Andante varié amb vuit variacions i un caprici, dedicat a la seva germana Caroline Kiéné: també es va publicar a Viena. La seva Suite d'études i un rondeau van ser publicats a París.
Fétis esmenta altres dotze valsos publicats amb el seu nom en el seu article biogràfic, però en dubta de l'autenticitat.